# Кевін Сойєр
Кевін Джон Сойєр (англ. Kevin John Sawyer, нар. 21 лютого 1974, Крістіна Лейк, Британська Колумбія) — канадський хокеїст, що грав на позиції крайнього нападника.

## Ігрова кар'єра
Хокейну кар'єру розпочав 1996 року виступами за команду «Сент-Луїс Блюз».
Протягом професійної клубної ігрової кар'єри, що тривала 9 років, захищав кольори команд «Сент-Луїс Блюз», «Бостон Брюїнс», «Фінікс Койотс» та «Анагайм Дакс».
Усього провів 110 матчів у НХЛ.

## Статистика
| Сезон        | Клуб                 | Ліга | Регулярний сезон | Регулярний сезон | Регулярний сезон | Регулярний сезон | Регулярний сезон | Регулярний сезон |
| Сезон        | Клуб                 | Ліга | І                | Г                | П                | О                | ШХ               |                  |
| ------------ | -------------------- | ---- | ---------------- | ---------------- | ---------------- | ---------------- | ---------------- | ---------------- |
| 1995–1996    | «Сент-Луїс»/«Бостон» | НХЛ  | 8                | 0                | 0                | 0                | 28               |                  |
| 1996–1997    | «Бостон Брюїнс»      | НХЛ  | 2                | 0                | 0                | 0                | 0                |                  |
| 1999–2000    | «Фінікс Койотс»      | НХЛ  | 3                | 0                | 0                | 0                | 12               |                  |
| 2000–2001    | «Анагайм Дакс»       | НХЛ  | 9                | 0                | 1                | 1                | 27               |                  |
| 2001–2002    | «Анагайм Дакс»       | НХЛ  | 57               | 1                | 1                | 2                | 221              |                  |
| 2002–2003    | «Анагайм Дакс»       | НХЛ  | 31               | 2                | 1                | 3                | 115              |                  |
| Усього в НХЛ | Усього в НХЛ         | НХЛ  | 110              | 3                | 3                | 6                | 403              |                  |